# Кирилло-Новоезерский монастырь
Кири́лло-Новоезе́рский монасты́рь — бывший мужской монастырь в Вологодской области.
Находился на Огненном острове на Новозере вблизи города Белозерска, в Белозерском районе Вологодской области.
В монастыре было три храма. Главный собор в честь Воскресения Христова был построен на средства боярина Бориса Морозова, любимца царя Алексея Михайловича. Мощи преподобного Кирилла Новоезерского были открыты в 1649 году при рытье рва для фундамента строившейся церкви и были положены в серебряной позлащённой раке в арке между соборной и придельной во имя преподобного Кирилла церквями.
На территории монастыря находилась ещё церковь в честь Смоленской иконы Божией Матери, а также надвратная церковь во имя апостолов Петра и Павла. Рядом с монастырём на Кобылиной горе находилась Тихвинская церковь, где хранилась икона Богородицы, принесённая преподобным Кириллом, и к которой совершался крестный ход в праздник Тихвинской иконы Божией Матери.
В 1928 году монастырь был закрыт, а его церкви разрушены. В настоящее время территория бывшего монастыря служит колонией для отбывающих пожизненное заключение «Вологодский пятак».

## История
Основан в 1517 году в княжение великого князя Василия III Иоанновича преподобным Кириллом Белым, иноком Корнилиево-Комельского монастыря.

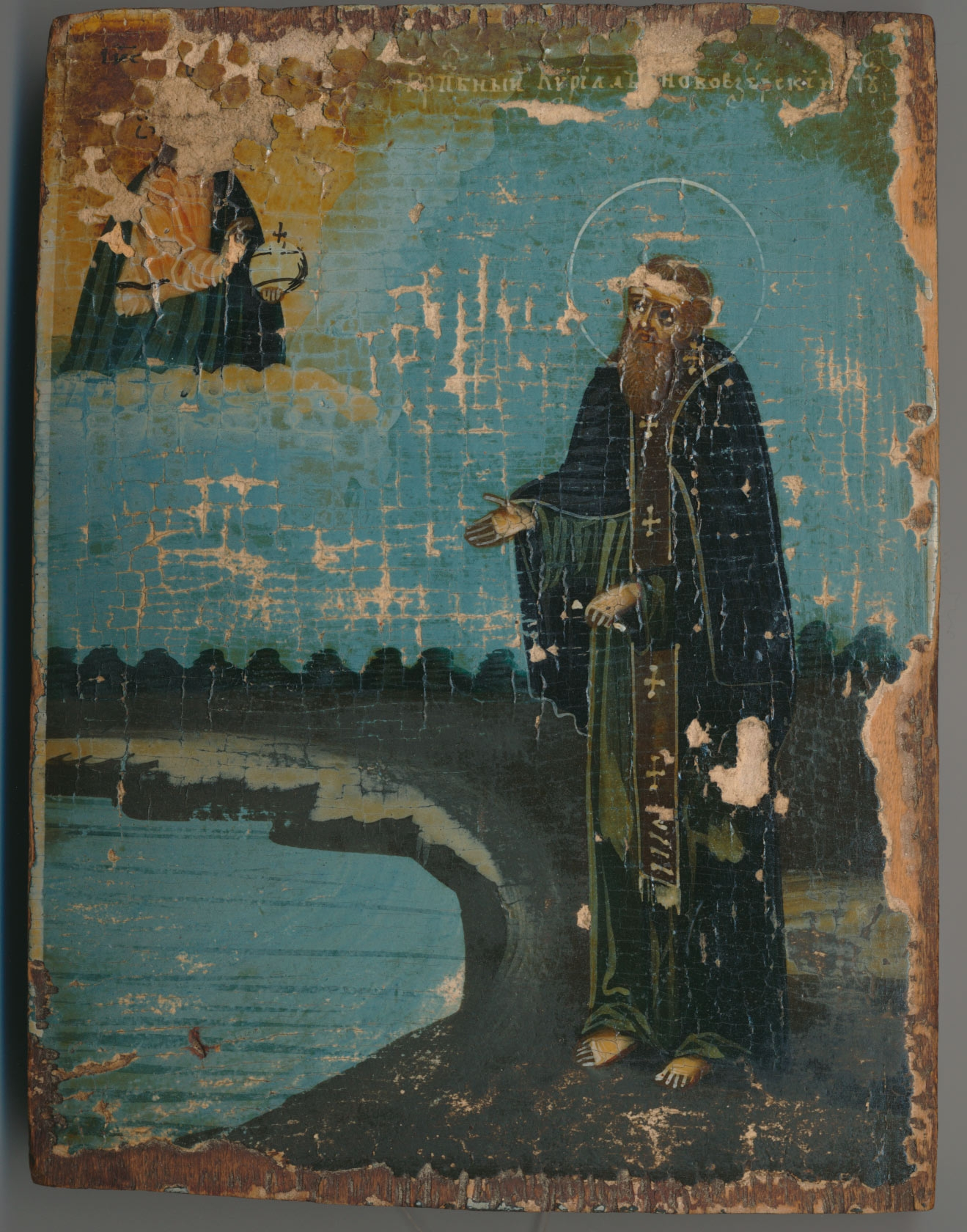
Прп. Кирилл Новоезерский. Местная вологодская икона. XIX век

По преданию он увидел над островом «столб огня». Обитель пользовалась благодеяниями великих князей и царей московских, которые нередко лично посещали монастырь и награждали его богатыми вкладами и вотчинами.
В 1685 году царевна Софья Алексеевна пожертвовала средства на строительство тёплой церкви во имя Смоленской Богоматери и трапезной палаты.
В 1721 году островной монастырь посетили Пётр I с императрицей Екатериной, оставившие богатые денежные вклады и пожаловавшие чугунные плиты для пола в соборе.
Планировка монастыря, задуманная в XVII веке, свидетельствовала о цельности композиционного замысла. Обитель делали неприступной высокие каменные стены на сваях и гранитном фундаменте с мощными угловыми и надвратной башнями.
Секуляризационная реформа 1764 года и большие затраты на каменное строительство ухудшили состояние обители: с 1764 года она числилась монастырем 3-го класса Новгородской губернии, Белозерского уезда. В начале 1790 гг. на острове жило всего 7 монахов.
В 1793 году, по прошению белозерских граждан, в Кирилло-Новоезерский монастырь был переведён игуменом выдающийся подвижник православия — Феофан (Соколов), в миру Феодор Соколов (11.05.1752 — 03.12.1832).
Деятельность нового игумена, а с 1819 года — архимандрита, позволила вернуть монастырю его былое благосостояние: к 1838 году в нём жило уже 80 монахов. В монастырской ризнице хранилось множество икон, книг, риз из драгоценных тканей, золотой и серебряной утвари.
Об авторитете игумена Кирилло-Новозерского монастыря свидетельствовал тот факт, что с 1799 года ему было поручено исправление должности благочинного монастырей Кирилловского уезда: Кирилло-Белозерского, Горицкого, Моденского и Филиппо-Ирапской пустыни.
В 1829 году из-за болезней Феофан принужден был просить увольнения от должности, оставив монастырь своему преемнику в превосходном состоянии.
Архимандрит Феофан Новоезерский сыграл заметную роль в оживлении русского иночества истинно монашеским духом. Будучи одним из ближайших учеников старца Клеопы Покровского — подвижника благочестия XVIII века, оставил о нём устное повествование, записанное сёстрами Горицкого монастыря, в становлении иноческой жизни которого благочинный принимал деятельное участие. В 1830 году в Кирилло-Новоезерском монастыре у Феофана проходил послушнический искус будущий епископ, учёный и проповедник Игнатий (Брянчанинов).
После Октябрьской революции 1917 года монастырь был превращён в тюрьму для «врагов революции». В 1930-е и 1940-е годы здесь была колония для политических заключённых в системе ГУЛАГа. После смерти Сталина в 1953 году колония была превращена в обычную тюрьму для опасных преступников.
В 1973 году монастырские здания были использованы в качестве фона в фильме Василия Шукшина «Калина красная». «Вологодский пятак» также показан в фильме «Шизофрения». Монастырь также фигурирует в некоторых произведениях русского писателя Александра Яшина.
В 1997 году монастырь стал тюрьмой исключительно для заключённых, отбывающих пожизненную меру наказания. После введения в 1996 году в России моратория на исполнение приговоров к смертной казни эти приговоры стали автоматически означать пожизненное тюремное заключение.

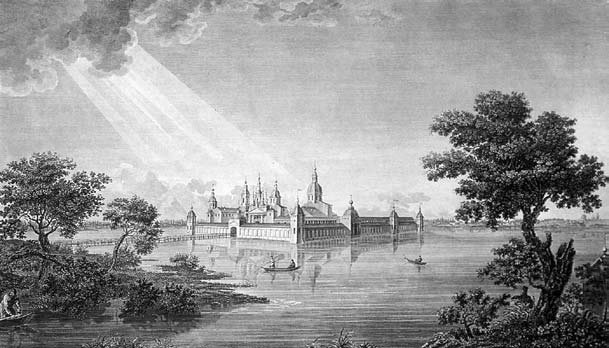
Вид Кирилло-Новоезерского монастыря. А. Г. Ухтомский. Гравюра резцом с рисунка Каулинга. 1823 г.
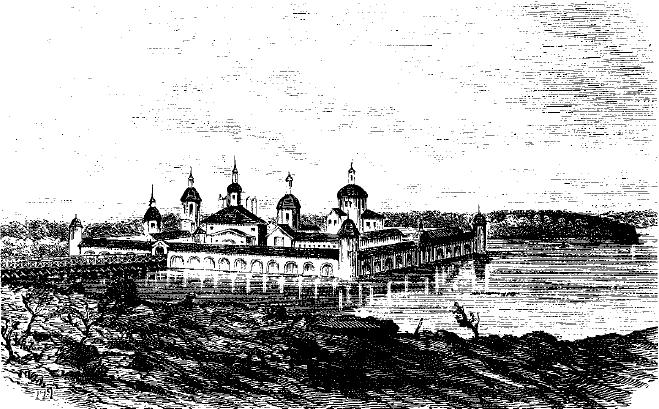
Кирилло-Новоезерский монастырь. Офорт. Около 1880 г.
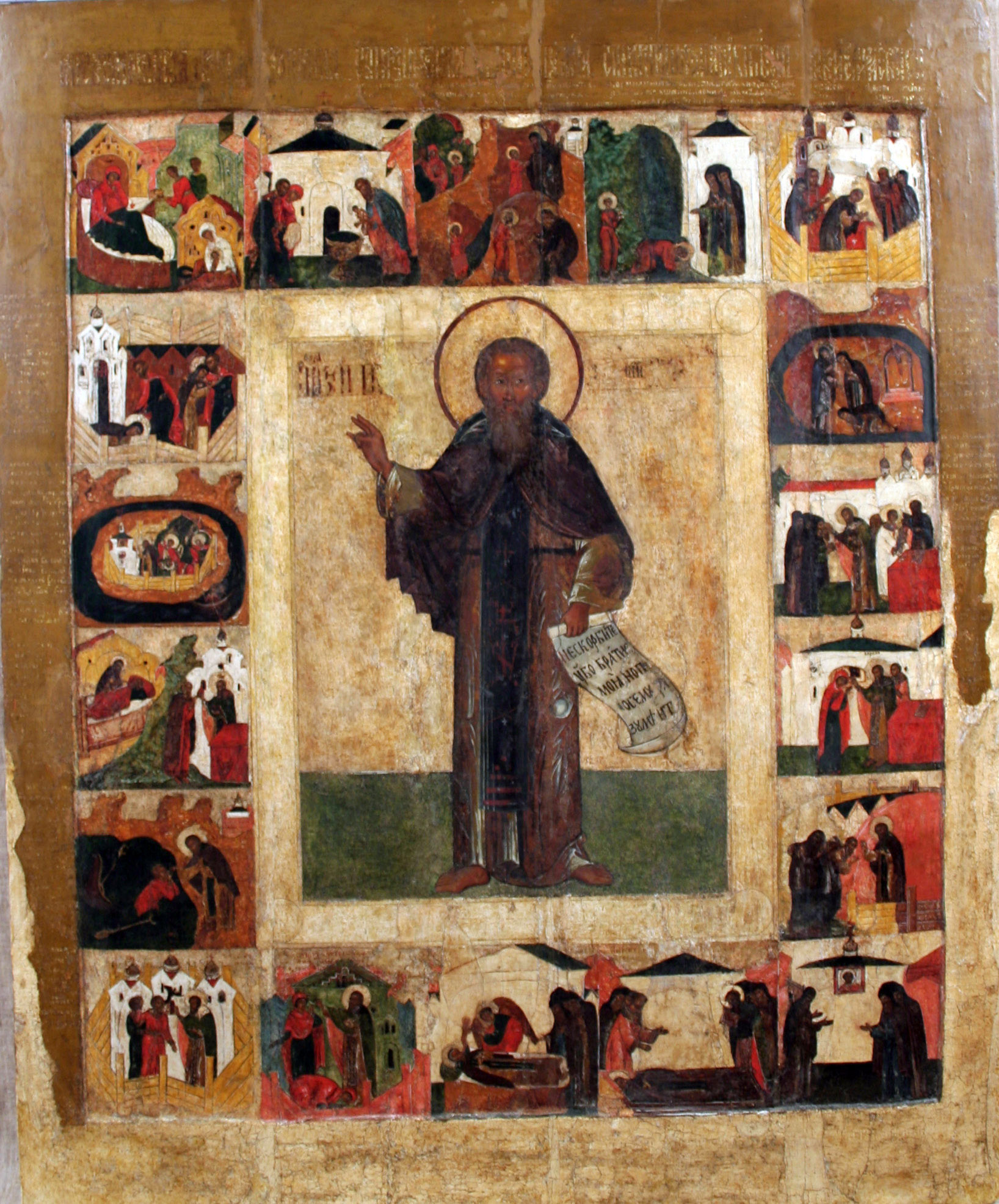
Преподобный Кирилл Новоезерский в житии. Ок. 1648 г. 134,5 х 109,5 см. Происходит из Кирилло-Новезерского монастыря. В Н.В. хранится в Череповецком музейном объединении Вологодской области. Реставрация 2000 – 2010 г Беловым С.П.